# Sternostenoides
Sternostenoides là một chi bọ cánh cứng trong họ Chrysomelidae.
Chi này được miêu tả khoa học năm 1947 bởi Monrós & Viana.

## Các loài
Chi này gồm các loài:
- Sternostenoides daguerrei Monrós & Viana, 1947